# Districtul Mae Tha, Lamphun
Mae Tha (în thailandeză แม่ทา) este un district (Amphoe) din provincia Lamphun, Thailanda, cu o populație de 40.361 de locuitori și o suprafață de 762,6 km².

## Componență
Districtul este subdivizat în 6 subdistricte (tambon), care sunt subdivizate în 68 de sate (muban). 
| Nr. | Nume            | În thailandeză | Sate | Populație |  |
| --- | --------------- | -------------- | ---- | --------- |  |
| 1.  | Tha Pla Duk     | ทาปลาดุก        | 14   | 7,594     |  |
| 2.  | Tha Sop Sao     | ทาสบเส้า        | 16   | 10,883    |  |
| 3.  | Tha Kat         | ทากาศ          | 15   | 8,004     |  |
| 4.  | Tha Khum Ngoen  | ทาขุมเงิน        | 11   | 6,858     |  |
| 5.  | Tha Thung Luang | ทาทุ่งหลวง       | 6    | 3,990     |  |
| 6.  | Tha Mae Lop     | ทาแม่ลอบ        | 6    | 3,032     |  |